# 妒后星
妒后星（173 Ino）是由法国天文学家阿方斯·路易·尼古拉斯·包瑞利于1877年8月1日在法国马赛发现的主带小行星。
小行星173以希腊神话中底比斯皇后伊诺命名。